# Международный туризм

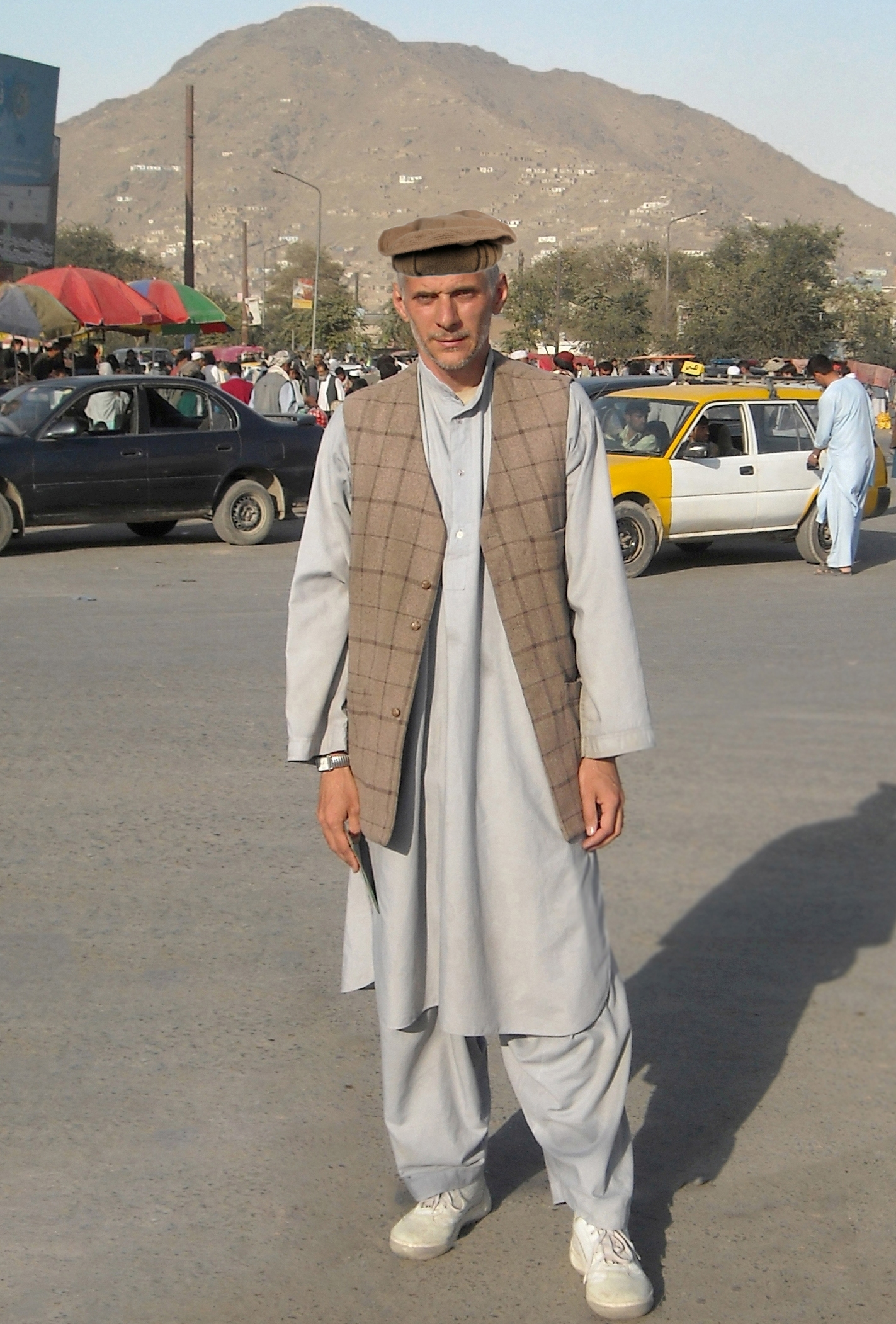
Субъект международного туризма в азиатской стране с нестабильной обстановкой.
(В целях личной безопасности каждому интуристу, перемещающемуся между Кабулом и Бамианом, рекомендуется носить пуштунскую одежду).

Международный туризм и туристические услуги с 20-х гг. XX века становятся объектом международного регулирования. Еще Лига Наций и первый международный съезд туристических организаций (1925) обращают своё внимание на определение туризма, туриста, а также смежных понятий.
Период времени между 1937 и 1990 годами характеризовался разработкой определений и классификаций для международного туризма.
В 1937 году Совет Лиги Наций рекомендовал определение термина «международный туризм». Оно было незначительно изменено Международным союзом официальных туристских организаций (МСОТО) на его заседании, проходившем в 1950 году в Москве. И, фактически, без изменений перешло в новейшие международные нормативно-правовые документы.

## Современное понятие туризма
Обратимся к современному понятию туризма в международных актах и юридической литературе.
В Манильской декларации по мировому туризму 1980 года туризм определяется как деятельность, имеющая важное значение в жизни народов в силу непосредственного воздействия на социальную, культурную, образовательную и экономическую области жизни государств и их международных отношений.
В Гаагской декларации 1989 года отмечается, что

«туризм стал явлением, которое вошло в наши дни в повседневную жизнь сотен миллионов людей и:
1. включает все свободные перемещения людей от их места проживания и работы, а также сферу услуг, созданную для удовлетворения потребностей, возникающих в результате этих перемещений;
2. представляет собой вид деятельности, имеющей важнейшее значение для жизни людей и современных обществ, превратившись в важную форму использования свободного времени отдельных лиц и основное средство межличностных связей и политических, экономических и культурных контактов, ставших необходимыми в результате интернационализации всех секторов жизни наций;
3. должен быть заботой каждого. Он является одновременно следствием и решающим фактором качества жизни в современном обществе. Поэтому парламентам и правительствам следует уделять все более активное внимание туризму с целью обеспечения его развития в гармоничном соответствии с обеспечением других основных потребностей и видов деятельности общества».

Туризм, по определению Международной академии туризма (Монте-Карло, Монако), представляет общее понятие для всех форм временного выезда людей с места постоянного жительства в оздоровительных целях и (или) для удовлетворения познавательных интересов в свободное время или в профессионально-деловых целях без занятий оплачиваемой деятельностью в месте временного пребывания.
В юридической литературе международный туризм определяется следующим образом — это поездки с туристическими целями за пределы страны постоянного жительства. Это система путешествий, осуществляемая на основе международных договоров с учетом действующих международных обычаев.
Следует акцентировать внимание на различии понятий «международный туризм», «иностранный туризм» и «зарубежный туризм». Международный туризм — легальное понятие, поэтому нет правовых оснований для существования терминов «зарубежный туризм» и «иностранный туризм». Нет оснований и для вывода о том, что понятие «международный туризм» поглощает термины «иностранный туризм» и «зарубежный туризм». Данные понятия являются скорее экономическими категориями, и более характерны для советского периода государства и права.
В настоящее время, наиболее распространенным понятием «международного туризма», получившим легализацию в правовых системах различных стран мира, является определение, сформулированное в 1993 году Статистической комиссией ООН для целей статистики туризма (Концепции, определения и классификации для статистики туризма), а также Рекомендации по статистике туризма Всемирной туристской организации. Согласно данным документам туризм представляет собой деятельность лиц, которые путешествуют и осуществляют пребывание в местах, находящихся за пределами их обычной среды, в течение периода, не превышающего одного года подряд, с целью отдыха, деловыми и другими целями.
Туризм представляет собой деятельность лиц, путешествующих или пребывающих в местах за пределами своего обычного проживания непрерывно в течение не более одного года в целях досуга либо в деловых и иных целях, не связанная с осуществлением какой-либо оплачиваемой деятельности в месте пребывания.

## Признаки туризма
Таким образом, определение туризма базируется на следующих признаках:
- туризм есть результат передвижения людей;
- туризм всегда включает два элемента: путешествие в пункт назначения и остановку там;
- путешествие означает выезд из страны (или региона), где турист постоянно проживает;
- путешествие — являет собой временное движение туриста по туристскому маршруту.

К специальным принципам международного туризма можно отнести такие, как:
- свобода передвижения и свобода выбора местожительства в пределах каждого государства (ст. 13 Всеобщей декларации прав человека 1948 года);
- свобода передвижения и отсутствие дискриминации (ст. 1 Хартии туризма 1985 года)
- уважение государственного суверенитета и др.

## Виды услуг, потребляемые туристами
Все виды потребляемых туристами продуктов (услуг) можно классифицировать следующим образом:
- гостиницы и рестораны (включая обеспечение питанием);
- услуги бюро путешествий и туристических агентств;
- услуги экскурсионных бюро;
- прочие.